# Fazenda da Taquara
A Fazenda da Taquara é uma fazenda histórica do período do ciclo do café, em estilo colonial, de propriedade particular, construída na década de 1830. A fazenda está situada no município do Barra do Piraí, no estado do Rio de Janeiro.

## História
Pertenceu ao Comendador João Pereira da Silva que chegou ao estado do Rio de Janeiro por volta de 1800, junto com o Barão do Rio Bonito. A casa sede foi provavelmente construída em 1830 .
A Fazenda da Taquara tinha inicialmente o nome de Fazenda da Nova Prosperidade. Ficou conhecida e acabou recebendo o nome Taquara pelos escravos, devido à abundância de taquara(bambu fino) encontrado na propriedade. .
A fazenda ainda permanece a mesma família do fundador, o atual proprietário, João Carlos Tadeu Botelho Pereira Streva, é descendente do Comendador João Pereira da Silva (é a quinta geração) e hoje seu filho Marcelo Streva (sexta geração) é quem administra, faz o guiamento da visita histórica e cuida de todo o plantio e processamento do café Fazenda da Taquara.

## Estrutura / Arquitetura
Através de um antigo portão e uma alameda de palmeiras, cercada por um muro de cantaria, está a casa sede com seus sete quartos, sua capela, sala de jantar, varanda e, na parte inferior, a parte de serviços. É uma planta retangular com porão habitável. Em suas fachadas estão janelas no modelo de guilhotinas e nas janelas dos fundos, possuem também grades de segurança, característica das áreas reservadas de serviço, principalmente para aquelas utilizadas como depósitos.
A escada de acesso à entrada principal, possui guarda-corpo em ferro trabalhado. Já na parte interna da casa, a edificação dispõe de uma escada em madeira, uma reforma posterior, que permite o acesso ao porão.
Ao lado direito, encontram-se os antigos terreiros de café, e no entorno antiga fonte com tanque de lavagem e o açude.

## Visitas guiadas
CONTATO: 24 99919 8567 WHATSAPP
A Fazenda da Taquara oferece visitas guiadas, onde é contada a história da família, dos Barões e apresentado o casarão com sua mobília original de 1830, documentos e retratos originais. O visitante também conhece nesta visita o processo e separação dos grãos de café, a torra e o plantio.

## Produtos
A Fazenda permanece no cultivo do café e também oferece produtos derivados como a geleia de café, os biscoitinhos de café, sem falar da goiabada cascão, da broa de milho gourmet, entre outros. Durante a pandemia de Covid-19, também intensificou o serviço de encomenda destes produtos.